# Ichthyophis weberi
La cecilia del río Malatgan (Ichthyophis weberi) es una especie de anfibio gimnofión de la familia Ichthyophiidae.
Es endémica de la provincia de Palawan (Filipinas): habita en la zona del río Malatgang, llamado también Malatgao, en el barangay de Iwahig (municipio de Bataraza, en la isla de Palawan).